# 2019 у кіно
Нижче представлений огляд подій, що відбулися у 2019 році в кінематографі, у тому числі найкасовіші фільми, церемонії нагородження, фестивалі, а також список фільмів та список померлих діячів у кіно.

## Події

### Церемонії нагородження
| Дата       | Подія                                                                              | Організатор                                      | Розташування                    | Дж    |
| ---------- | ---------------------------------------------------------------------------------- | ------------------------------------------------ | ------------------------------- | ----- |
| 6 січня    | 76-та церемонія вручення нагород премії «Золотий глобус»                           | Голлівудська асоціація іноземної преси           | Беверлі-Гіллз, Каліфорнія, США  | [ 1 ] |
| 2 лютого   | 9-та церемонія вручення нагород премії «Магрітт»                                   | Академія Андре Дельво                            | Брюссель, Бельгія               | [ 2 ] |
| 4 лютого   | 24-та церемонія вручення премії «Люм'єр»                                           | Академія «Люм'єр»                                | Париж, Франція                  | [ 3 ] |
| 10 лютого  | 72-га церемонія вручення нагород БАФТА у кіно                                      | Британська академія телебачення та кіномистецтва | Лондон, Англія, Велика Британія | [ 4 ] |
| 22 лютого  | 44-та церемонія вручення нагород премії «Сезар»                                    | Академія мистецтв та технологій кінематографа    | Париж, Франція                  | [ 5 ] |
| 24 лютого  | 91-ша церемонія вручення премії «Оскар»                                            | Академія кінематографічних мистецтв і наук       | Голлівуд, Каліфорнія, США       | [ 6 ] |
| 27 березня | 64-та церемонія вручення премії «Давид ді Донателло»                               | Академія італійського кіно                       | Рим, Італія                     | [ 7 ] |
| 19 квітня  | 3-тя церемонія вручення нагород української національної кінопремії «Золота дзиґа» | Українська кіноакадемія                          | Київ, Україна                   | [ 8 ] |

### Фестивалі
| Дата                  | Подія                                                       | Організатор                                     | Розташування        | Дж     |
| --------------------- | ----------------------------------------------------------- | ----------------------------------------------- | ------------------- | ------ |
| 7 — 17 лютого         | 69-й щорічний Берлінський міжнародний кінофестиваль         | Берлінський міжнародний кінофестиваль           | Берлін, Німеччина   |        |
| 14 — 25 травня        | 72-й щорічний Каннський міжнародний кінофестиваль           | Каннський кінофестиваль                         | Канни, Франція      | [ 9 ]  |
| 25 травня — 2 червня  | 48-й Київський міжнародний кінофестиваль «Молодість»        | Київський міжнародний кінофестиваль «Молодість» | Київ, Україна       |        |
| 12 — 20 липня         | 10-й Одеський міжнародний кінофестиваль                     | Одеський міжнародний кінофестиваль              | Одеса, Україна      |        |
| 28 серпня — 7 вересня | 76-й щорічний Венеційський кінофестиваль                    | Венеційський кінофестиваль                      | Венеція, Італія     | [ 10 ] |
| 7-10 длистопада       | 8-й Трускавецький міжнародний кінофестиваль «Корона Карпат» | ГО "Кіностиваль «Корона Капат»                  | Трускавець, Україна |        |

## Фільми

### Загальна статистика
| №  | Дистр.                      | К-сть фільмів (#) | К-сть фільмів (%) | Виторг (млн. грн.) | Виторг (%) |
| 1  | B&H Film Distr. Company     | TBA               | TBA               | TBA                | TBA        |
| 2  | Ukrainian Film Distribution | TBA               | TBA               | TBA                | TBA        |
| 3  | Kinomania                   | TBA               | TBA               | TBA                | TBA        |
| 4  | Multi Media Distribution    | TBA               | TBA               | TBA                | TBA        |
| 5  | Вольґа Україна              | TBA               | TBA               | TBA                | TBA        |
| 6  | Артхаус Трафік              | TBA               | TBA               | TBA                | TBA        |
| 7  | Svoe kino                   | TBA               | TBA               | TBA                | TBA        |
| 8  | Kinove                      | TBA               | TBA               | TBA                | TBA        |
| 9  | Kinolife                    | TBA               | TBA               | TBA                | TBA        |
| 10 | Каскад Україна              | TBA               | TBA               | TBA                | TBA        |
| 11 | Parakeet film               | TBA               | TBA               | TBA                | TBA        |
| 12 | MUST SEE MOVIE              | TBA               | TBA               | TBA                | TBA        |
| 13 | Жовтень-прокат              | TBA               | TBA               | TBA                | TBA        |
| 14 | 86PROKAT                    | TBA               | TBA               | TBA                | TBA        |
| -  | Решта / самокатом           | TBA               | TBA               | TBA                | TBA        |
| -  | Всього                      | TBA               | TBA %             | TBA грн            | TBA %      |

### Поквартальний календар
Відомості взяті з таких джерел:
- Сайти вітчизняних дистриб'юторів: B&H [Архівовано 24 листопада 2015 у Wayback Machine.], Ukrainian Film Distribution [Архівовано 16 січня 2020 у Wayback Machine.], Кіноманія [Архівовано 30 липня 2011 у Wayback Machine.] та Артхаус Трафік [Архівовано 26 січня 2016 у Wayback Machine.]
- Сайти kino-teatr.ua [Архівовано 5 березня 2016 у Wayback Machine.], kinofilms.com.ua [Архівовано 16 лютого 2016 у Wayback Machine.] та multikino.com.ua [Архівовано 13 березня 2016 у Wayback Machine.]

#### Січень— Березень
| Прем'єра        | Прем'єра | Назва                       | Країна                                       | Творці й актори | Жанр                        | Дистр.             | Дж. |
| --------------- | -------- | --------------------------- | -------------------------------------------- | --- | --------------------------- | ------------------ | --- |
| С І Ч Е Н Ь     | 1        | Т-34                        | Росія                                        | Режисер: Олексій Сидоров; Сценарій: Олексій Сидоров; Актори: Олександр Петров, Вінценц Кіфер, Ірина Старшенбаум, Віктор Добронравов, Антон Богданов, Юрій Борисов, Семен Тріскунов                                                                | воєнний фільм, бойовик      | Централ Партнершип |     |
| С І Ч Е Н Ь     | 3        | 11 дітей з Моршина          | Україна                                      | Режисер: Аркадій Непиталюк; Сценарій: Аркадій Непиталюк; Актори: Олена Лавренюк, Олександр Скічко, Гарік Корогодський, Сергій Бабкін, Олександр Піскунов, Ада Роговцева, Анатолій Анатоліч                                                        | комедія                     | UFD                |     |
| С І Ч Е Н Ь     | 3        | Догмен                      | Італія · Франція                             | Режисер: Маттео Ґарроне; Сценарій: Мауриціо Брауччі, Уго Кіті, Маттео Ґарроне, Массімо Гаудіозо; Актори: Марчелло Фонте, Едоардо Пеше, Нундзіа Ск'яно, Адамо Діонізі, Франческо Акваролі                                                          | драма                       | Must see movie     |     |
| С І Ч Е Н Ь     | 3        | Сільвіо та інші             | Італія · Франція                             | Режисер: Паоло Соррентіно; Сценарій: Паоло Соррентіно, Умберто Контарелло; Актори: Тоні Сервілло, Єлена Софія Річчі, Ріккардо Скамарчо, Кася Смутняк                                                                                              | біографія, трагікомедія     | Артхаус Трафік     |     |
| С І Ч Е Н Ь     | 10       | Янгол                       | Аргентина · Іспанія                          | Режисер: Луїс Ортега; Сценарій: Серґіо Ольгін, Луїс Ортега, Родольфо Паласіос; Актори: Лоренцо Ферро, Чіно Дарін, Даніель Фанего | трагікомедія                | Артхаус Трафік     |     |
| С І Ч Е Н Ь     | 10       | Темне дзеркало              | США                                          | Режисер: Ассаф Бернштейн; Сценарій: Ассаф Бернштейн; Актори: Індіа Ейслі, Міра Сорвіно, Джейсон Айзекс | трилер                      | MMD                |     |
| С І Ч Е Н Ь     | 10       | Гра пам'яті                 | США · Канада                                 | Режисер: Браян А. Міллер; Сценарій: Майк Мейплс; Актори: Сильвестр Сталлоне, Раян Гузман, Меттью Модайн, Крістофер Макдональд | драма, кримінал             | UFD                |     |
| С І Ч Е Н Ь     | 17       | Астерікс і таємне зілля     | Франція                                      | Режисер: Олександр Астьє, Луїс Кліші; Сценарій: Олександр Астьє, Рене Госінні; Актори: Крістіан Клав'є, Гійом Бріа, Алекс Лутц, Олександр Астьє, Елі Семун, Даніель Месгіш                                                                        | анімація                    | Вольґа Україна     |     |
| С І Ч Е Н Ь     | 17       | Скло                        | США                                          | Режисер: М. Найт Ш'ямалан; Сценарій: М. Найт Ш'ямалан, Джейсон Блум, Марк Б'енсток; Актори: Брюс Вілліс, Джеймс Мак-Евой, Семюел Л. Джексон | трилер, фентезі             | B&H                |     |
| С І Ч Е Н Ь     | 24       | Зелена книга                | США                                          | Режисер: Пітер Фареллі; Сценарій: Нік Валлелонга, Браян Гейєс Каррі, Пітер Фарреллі; Актори: Вігго Мортенсен, Магершала Алі, Лінда Карделліні, Дон Старк, Себастьян Маніскалко                                                                    | драмедія, біографія         | Артхаус Трафік     |     |
| С І Ч Е Н Ь     | 25       | Адам                        | США                                          | Режисер: Ріс Ернст; Сценарій: Аріель Шраг; Актори: Ніколас Александер, Індіа Менуез, Лео Шенг, Маргарет Кволлі | драма                       | Wolfe Video        |     |
| С І Ч Е Н Ь     | 25       | Полярний                    | США · Німеччина                              | Режисер: Юнас Окерлунд; Сценарій: Джейсон Ротвелл; Актори: Мадс Міккельсен, Ванесса Енн Хадженс, Кетрін Винник, Метт Лукас | бойовик, кримінальний       | Netflix            |     |
| С І Ч Е Н Ь     | 31       | Звір                        | Велика Британія                              | Режисер: Майкл Пірс; Сценарій: Майкл Пірс; Актори: Джессі Баклі, Джонні Флінн, Джеральдін Джеймс, Олден Фурі, Тристан Гравелл | трилер                      | Артхаус Трафік     |     |
| С І Ч Е Н Ь     | 31       | Фаворитка                   | США · Велика Британія · Ірландія             | Режисер: Йоргос Лантімос; Сценарій: Дебора Девіс, Тоні Макнамара; Актори: Емма Стоун, Рейчел Вайс, Олівія Колман, Ніколас Голт, Джо Алвін, Марк Гетісс                                                                                            | історичний, біографічний    | UFD                |     |
| С І Ч Е Н Ь     | 31       | Це школа, бро!              | США · Канада                                 | Режисер: Кайл Райдаут; Сценарій: Кайл Райдаут, Джош Епштейн; Актори: Джуді Грір, Даніел Доені, Шивон Вільямс, Рассел Пітерс, Ґрейс Парк, Ендріа Банґ, Ендрю Макні, Ендрю Герр                                                                     | комедія                     | Kinolife           |     |
| С І Ч Е Н Ь     | 31       | Дивізіон надії              | Велика Британія · Польща                     | Режисер: Деніс Деліч; Сценарій: Кріс Бурдза, Томаш Кепскі, Яцек Самойловіч; Актори: Пйотр Адамчук, Нік Голдман, Ентоні Круліковські | військова драма             | ParakeeT Film      |     |
| С І Ч Е Н Ь     | 31       | Зустріч однокласників       | Україна                                      | Режисер: Валентин Шпаков; Сценарій: Клаудія Бодерке, Ларс Меринг, Сергій Сус, Дмитро Шостак, Олексій Супрун, Валентин Шпаков; Актори: Валерій Харчишин, Андрій Бурим, Олексій Нагрудний                                                           | комедія                     | MMD                |     |
| Л Ю Т И Й       | 7        | Ван Гог. На порозі вічності | США · Велика Британія · Франція              | Режисер: Джуліан Шнабель; Сценарій: Жан-Клод Карр'єр, Джуліан Шнабель, Луїза Куґельбергґ; Актори: Віллем Дефо, Руперт Френд, Оскар Айзек, Медс Міккельсен, Матьє Амальрік                                                                         | біографічна драма           | Вольга Україна     |     |
| Л Ю Т И Й       | 7        | Крути 1918                  | Україна                                      | Режисер: Олексій Шапарєв; Сценарій: Сергій Жадан, Наталя Ворожбит; Актори: Олег Москаленко, Володимир Ямненко, Олексій Горбунов, Руслана Хазіпова                                                                                                 | драма, істерн               | B&H                |     |
| Л Ю Т И Й       | 7        | Усі знають                  | Іспанія · Франція · Італія                   | Режисер: Асгар Фархаді; Сценарій: Асгар Фархаді; Актори: Пенелопа Крус, Хав'єр Бардем, Рікардо Дарін, Барбара Ленні, Гайме Лоренте | трилер                      | Артхаус Трафік     |     |
| Л Ю Т И Й       | 14       | 100 речей та нічого зайвого | Німеччина                                    | Режисер: Флоріан Давід Фіц; Сценарій: Флоріан Давід Фіц; Актори: Флоріан Давід Фіц, Маттіас Швайгхефер, Міріам Штайн, Ханнелоре Елснер, Йоганнес Алльмайєр                                                                                        | комедія                     | Вольга Україна     |     |
| Л Ю Т И Й       | 14       | Аліта: Бойовий янгол        | США                                          | Режисер: Роберт Родрігес; Сценарій: Джеймс Кемерон, Лаєта Калогрідіс; Актори: Роза Салазар, Крістоф Вальц, Дженніфер Коннеллі, Магершала Алі, Ед Скрейн, Джекі Ерл Гейлі, Кейан Джонсон, Мішель Родрігес                                          | бойовик, трилер, фантастика | UFD                |     |
| Л Ю Т И Й       | 14       | Продюсер                    | Україна                                      | Режисер: Сергій Вейн; Сценарій: Сергій Вейн, Рішат Мухтаров, Юрій Карагодін; Актори: Олексій Дурнєв, Даша Астаф'єва, Мішель Андраде, Слава Камінська, Василь Кіт, Павло Зібров                                                                    | комедія                     | MMD                |     |
| Л Ю Т И Й       | 14       | Щасливий день смерті 2      | США                                          | Режисер: Крістофер Лендон; Сценарій: Крістофер Лендон; Актори: Джессіка Рот, Ізраїль Бруссар, Сурадж Шарма, Сара Яркін, Рубі Модін | жахи, комедія               | B&H                |     |
| Л Ю Т И Й       | 21       | Ефір                        | Польща · Україна · Угорщина · Литва · Італія | Режисер: Кшиштоф Зануссі; Сценарій: Кшиштоф Зануссі; Актори: Яцек Понедзялек, Жольт Ласло, Остап Вакулюк, Анджей Хира, Марія Рябошапка, Станіслав Колокольніков, Рафаль Мохр, Остап Ступка                                                        | містичний трилер            | B&H                |     |
| Л Ю Т И Й       | 21       | Транзит                     | Німеччина · Франція                          | Режисер: Крістіан Петцольд; Сценарій: Крістіан Петцольд; Актори: Франц Роговський, Паула Бір, Годегард Гізе, Лілієн Бетмен, Мар'ям Заре | драма                       | Артхаус Трафік     |     |
| Л Ю Т И Й       | 28       | Щось не так з тобою         | Франція                                      | Режисер: П'єр Сальвадорі; Сценарій: Бенуа Граффін, П'єр Сальвадорі, Бенжамін Шарбі; Актори: Адель Енель, Одрі Тоту, Піо Мармай | комедія                     | Артхаус Трафік     |     |
| Л Ю Т И Й       | 28       | Як приборкати дракона 3     | США                                          | Режисер: Дін ДеБлуа; Сценарій: Дін ДеБлуа; Актори: Джей Барушель, Америка Феррера, Фарід Мюррей Абрахам, Кейт Бланшетт, Крейг Фергюсон, Джона Гілл, Крістофер Мінц-Пласс, Крістен Віг, Кіт Герінгтон, Джерард Батлер                              | комедія, пригоди            | B&H                |     |
| Б Е Р Е З Е Н Ь | 1        | Свінгери 2                  | Латвія · Україна                             | Режисер: Андрейс Екіс Сценарій: Тарас Боровок, Дмитро Наумов; Актори: Оля Полякова, Михайло Кукуюк, Даша Астаф'єва, В'ячеслав Довженко, Ганна Саліванчук, Олексій Вертинський, Михайло Хома, Монро                                                | комедія                     | Вольга Україна     |     |
| Б Е Р Е З Е Н Ь | 7        | Гуцулка Ксеня               | Україна                                      | Режисер: Олена Дем'яненко Сценарій: Олена Дем'яненко; Актори: Варвара Лущик, Максим Лозинський, Олів'є Бонжур, Ігор Цішкевич, Олег Стефан, Катерина Молчанова, «Dakh Daughters»                                                                   | романтична комедія, мюзикл  | B&H                |     |
| Б Е Р Е З Е Н Ь | 7        | Капітан Марвел              | США                                          | Режисер: Анна Боден і Раян Флек Сценарій: Анна Боден, Раян Флек, Женева Робертсон-Дворет, Жак Шеффер; Актори: Брі Ларсон, Семюел Л. Джексон, Бен Мендельсон, Джимон Гонсу, Лі Пейс, Лашана Лінч, Джемма Чан, Аннетт Бенінг, Кларк Грегг, Джуд Лоу | фантастика, екшн, пригоди   | B&H                |     |
| Б Е Р Е З Е Н Ь | 14       | Чесний чоловік              | Франція                                      | Режисер: Луї Гаррель Сценарій: Луї Гаррель, Жан-Клод Карр'єр; Актори: Луї Гаррель, Летиція Каста, Лілі-Роуз Депп, Жозеф Енгель, Бакарі Сангаре | романтична комедія          | Артхаус Трафік     |     |
| Б Е Р Е З Е Н Ь | 21       | Диво-парк                   | США · Іспанія                                | Режисер: Девід Фейсс Сценарій: Роберт Ґордон, Джош Апплбам, Ендре Немец; Актори: Дженніфер Ґарнер, Міла Куніс, Кен Жонг | анімація, пригоди, комедія  | B&H                |     |
| Б Е Р Е З Е Н Ь | 21       | Давай танцюй                | Україна                                      | Режисери: Олександр Березань, Микита Булгаков Сценарій: Олександр Березань, Сергій Розвадовський; Актори: Денис Реконвальд, Валентина Войтенко,Роман Чухманенко                                                                                   | танцювальний фільм          | MMD                |     |
| Б Е Р Е З Е Н Ь | 28       | Дамбо                       | США                                          | Режисер: Тім Бартон Сценарій: Ерен Крюгер; Актори: Колін Фаррелл, Майкл Кітон, Денні ДеВіто, Ева Грін, Алан Аркін | сімейний, фентезі, пригоди  | B&H                |     |

#### Квітень— Червень
| Прем'єра      | Прем'єра | Назва                        | Країна                       | Творці й актори | Жанр                                                    | Дистр.                  | Дж.     |
| ------------- | -------- | ---------------------------- | ---------------------------- | --- | ------------------------------------------------------- | ----------------------- | ------- |
| К В І Т Е Н Ь | 4        | Один король — одна Франція   | Франція · Бельгія            | Режисер: П'єр Шоллер Сценарій: П'єр Шоллер, Продюсер: Деніс Фрейд; Актори: Гаспар Ульєль, Адель Енель, Олів'є Гурме, Луї Гаррель, Ізя Іжлен, Ноемі Львовскі | історична драма                                         | Артхаус Трафік          | [ 11 ]  |
| К В І Т Е Н Ь | 4        | Шазам!                       | США                          | Режисер: Девід Ф. Сандберг Сценарій: Генрі Гайден, Даррен Лемк Продюсер: Пітер Сафран | фантастика, бойовик                                     | Kinomania               | [ C 1 ] |
| К В І Т Е Н Ь | 4        | Вулкан                       | Україна · Німеччина · Монако | Режисер: Роман Бондарчук Сценарій: Роман Бондарчук, Дарина Аверченко, Алла Тютюнник Продюсер: Олена Єршова | драмедія                                                | UFD                     |         |
| К В І Т Е Н Ь | 11       | Сквот32                      | Україна                      | Режисер: Саша Лідаговський; Сценарій: Ірина Чернова; Актори: Анна Адамович, Олександр Богачук, Римаїда Онадська, Сергій Лузановський, Іван Бліндар | драма                                                   | MMD                     | [ 12 ]  |
| К В І Т Е Н Ь | 11       | Хеллбой                      | США                          | Режисер: Ніл Маршалл; Сценарій: Майк Міньйола, Ендрю Косбі; Актори: Девід Харбор, Іян Макшейн, Мілла Йовович, Саша Лейн, Деніел Де Кім | бойовик, комедія, фентезі                               | Kinomania               | [ C 2 ] |
| К В І Т Е Н Ь | 18       | Аманда                       | Франція                      | Режисер: Мікаель Ерс; Сценарій: Мод Амлін, Мікаель Ерс; Актори: Венсан Лакост, Ізаура Мюльтріє, Стейсі Мартін, Офелія Колб, Маріанна Басле | драма                                                   | Артхаус Трафік          |         |
| К В І Т Е Н Ь | 18       | З божої волі                 | Франція                      | Режисер: Франсуа Озон; Сценарій: Франсуа Озон; Актори: Мельвіль Пупо, Дені Меноше, Сванн Арло, Ерік Каравака, Бернар Верле, Франсуа Марторе | драма                                                   | Артхаус Трафік          |         |
| К В І Т Е Н Ь | 25       | Месники: Завершення          | США                          | Режисери: Ентоні Руссо і Джо Руссо; Сценарій: Крістофер Маркус і Стівен Макфілі; Продюсери: Кевін Файгі | екшн, пригоди, фантастика                               | B&H                     |         |
| К В І Т Е Н Ь | 25       | Піраньї Неаполя              | Італія                       | Режисери: Клаудіо Джованнезі; Сценарій: Роберто Савіано, Клаудіо Джованнезі, Мауриціо Брауччі; Актори: Франческо Ді Наполі, Вівіана Апреа, Ар Тем, Маттіа Піано дель Бальцо | драма                                                   | Вольга Україна          | [ 13 ]  |
| Т Р А В Е Н Ь | 9        | Детектив Пікачу              | США · Японія                 | Режисери: Роб Леттерман; Сценарій: Ніколь Перлман, Алекс Хірш, Сатосі Тадзірі; Продюсери: Кейл Бойтер, Мері Перент, Грег Бакстер; Актори: Раян Рейнольдс, Джастіс Сміт, Кетрін Ньютон, Ріта Ора, С'юкі Вотергаус , Білл Наї, Кен Ватанабе, Кріс Ґір                                 | фентезі, сімейний, комедія                              | Kinomania               | [ C 3 ] |
| Т Р А В Е Н Ь | 14       | Мертві не помирають          | США                          | Режисер: Джим Джармуш; Сценарій: Джим Джармуш; Продюсери: Джошуа Астрачан, Картер Логан;Актори: Білл Мюррей, Адам Драйвер, Тільда Свінтон, Хлоя Севіньї, Стів Бушемі, Селена Гомес, Калеб Лендрі Джонс, Том Вейтс, Денні Ґловер, Остін Батлер, Сара Драйвер, Іггі Поп               | жахи, комедія                                           | B&H                     |         |
| Т Р А В Е Н Ь | 16       | А потім ми танцювали         | Швеція · Грузія · Франція    | Режисер: Леван Акін; Сценарій: Леван Акін; Продюсери: Матильда Дедьє, Кеті Данелія; Актори: Леван Гелбакіані, Бачі Валішвілі | драма                                                   | Triart Film             |         |
| Т Р А В Е Н Ь | 17       | Люди в чорному: Інтернешнл   | США                          | Режисер: Фелікс Гері Грей; Сценарій: Арт Маркум і Метт Холлоуей та ін.; Продюсери: Волтер Ф. Паркс, Лорі Макдональд, Стівен Спілберг; Актори: Тесса Томпсон, Кріс Гемсворт, Ліам Нісон, Кумейл Нанджіані, Емма Томпсон                                                              | наукова фантастика, комедія                             | B&H                     |         |
| Т Р А В Е Н Ь | 19       | Маяк                         | США · Канада                 | Режисер: Роберт Еґґерс; Сценарій: Роберт Еґґерс та Макс Еґґерс; Продюсери: Лоренцо Сантанна, Юрі Генлі, Родріго Тейшейра, Джей Ван Гой; Актори: Віллем Дефо, Роберт Паттінсон | психологічна драма, фентезі, жахи                       | A24, Focus Features     |         |
| Т Р А В Е Н Ь | 21       | Паразити                     | Південна Корея               | Режисер: Пон Чжун Хо; Сценарій: Пон Чжун Хо; Продюсери: Пон Чжун Хо, Квак Сін Е, Чжан Йон Хван, Пак Мьон Хун; Актори: Сон Кан Хо, Чо Йо Чон, Чхве У Сік, Пак Со Дам, Лі Сон Ґюн, Чан Хє Чжін, Лі Чон Ин, Чон Чі Со                                                                  | драма, чорна комедія                                    | CJ Entertainment        |         |
| Т Р А В Е Н Ь | 21       | Одного разу в… Голлівуді     | США                          | Режисер: Квентін Тарантіно; Сценарій: Квентін Тарантіно; Продюсери: Квентін Тарантіно, Девід Гейман, Шеннон Макінтош; Актори: Леонардо Ді Капріо, Бред Пітт, Марго Роббі, Брюс Дерн, Деміен Льюїс, Люк Перрі, Еміль Гірш, Аль Пачіно, Деймон Герріман, Тімоті Оліфант, Курт Расселл | драмедія, чорна комедія, альтернативно-історичний фільм | Sony Pictures Releasing |         |
| Т Р А В Е Н Ь | 24       | Аладдін                      | США                          | Режисер: Гай Річі; Сценарій: Джон Оґаст, Гай Річі; Продюсери: Ден Лін, Джонатан Ейріх; Актори: Вілл Сміт, Мена Массуд, Наомі Скотт, Марван Кензарі | фантастика, пригода                                     | B&H                     |         |
| Т Р А В Е Н Ь | 30       | Ґодзілла ІІ: Король монстрів | США                          | Режисер: Майкл Догерті; Сценарій: Макс Боренштейн, Майкл Догерті та Зак Шилдс; Продюсери: Алекс Гарсія, Мері Парент, Браян Роджерс, Томас Талл | бойовик, пригоди, фантастика                            | Kinomania               | [ C 4 ] |
| Ч Е Р В Е Н Ь | 6        | Люди Ікс: Темний Фенікс      | США                          | Режисер: Саймон Кінберг; Сценарій: Саймон Кінберг; Актори: Джеймс Макевой, Майкл Фассбендер, Дженніфер Лоуренс, Ніколас Голт, Софі Тернер, Тай Шерідан,Александра Шіпп, Коді Сміт-МакФі, Еван Пітерс, Джессіка Честейн                                                              | екшн, супергеройський, фентезі                          | UFD                     |         |
| Ч Е Р В Е Н Ь | 13       | Біль та слава                | Іспанія                      | Режисер: Педро Альмодовар; Сценарій: Педро Альмодовар; Актори: Пенелопа Крус, Антоніо Бандерас, Асьєр Ечеандіа, Рауль Аревало, Сесілія Рот | драма                                                   | Вольга Україна          |         |
| Ч Е Р В Е Н Ь | 20       | Французький жиголо           | Франція                      | Режисер: Олів'є Барру; Сценарій: Джон Зак, Олів'є Барру; Актори: Кад Мерад, Енн Шаррьє, Паскаль Елбе, Тьєррі Лермітт | комедія                                                 | Вольга Україна          |         |
| Ч Е Р В Е Н Ь | 27       | Поліна і таємниця кіностудії | Україна · Франція · Бельгія  | Режисер: Оліас Барко; Сценарій: Анушка Валевейк, Оліас Барко, Джонатан Нейман; Актори: Поліна Печененко, Жан Рено, Вірджинія Ледоєн, Едуар Баер, Саул Рубінек, Василь Вірастюк | фентезі                                                 | UFD                     |         |

#### Липень— Вересень
| Прем'єра        | Прем'єра | Назва                                   | Країна                                 | Творці й актори | Жанр                                  | Дистр.                              | Дж.     |
| --------------- | -------- | --------------------------------------- | -------------------------------------- | --- | ------------------------------------- | ----------------------------------- | ------- |
| Л И П Е Н Ь     | 4        | Мої думки тихі                          | Україна                                | Режисер: Антоніо Лукіч; Продюсер: Алла Біла, Дмитро Суханов; Сценарій: Антоніо Лукіч, Валерія Кальченко; Актори: Андрій Лідаговський, Ірма Вітовська | трагікомедія                          | Артхаус Трафік                      |         |
| Л И П Е Н Ь     | 5        | Людина-павук: Далеко від дому           | США                                    | Режисер: Джон Воттс; Продюсер: Кевін Файгі, Емі Паскаль; Сценарій: Кріс Маккенна, Ерік Соммерс;Актори: Том Голланд, Зендея, Джейк Джилленгол, Семюел Л. Джексон, Кобі Смолдерс, Маріса Томей, Майкл Кітон | екшн, пригоди, фентезі                | B&H                                 |         |
| Л И П Е Н Ь     | 5        | Черкаси                                 | Україна                                | Режисер: Тимур Ященко; Сценарій: Тимур Ященко, Роберт Квільман; Актори: Євген Ламах, Дмитро Сова, Роман Семисал, Вадим Лялько, Олег Щербина, Руслан Коваль, Євген Авдєєнко, Михайло Воскобойник | військовий, драма                     | самокат                             |         |
| Л И П Е Н Ь     | 19       | Король Лев                              | США                                    | Режисер: Джон Фавро; Продюсер: Джон Фавро, Карен Гілхріст, Джеффрі Сільвер; Сценарій: Джефф Натансон; Актори: Дональд Гловер, Бейонсе, Джеймс Ерл Джонс, Біллі Айкнер, Сет Роген, Джон Олівер, Чиветел Еджіофор | пригоди, комп'ютерна анімація         | Walt Disney Studios Motion Pictures |         |
| Л И П Е Н Ь     | 26       | Дощовий день у Нью-Йорку                | США                                    | Режисер: Вуді Аллен; Продюсер: Летті Аронсон, Еріка Аронсон; Сценарій: Вуді Аллен; Актори: Тімоті Шалеме, Ель Феннінг, Селена Гомес, Джуд Лоу, Дієго Луна, Лев Шрайбер | романтична комедія                    | Вольга Україна                      |         |
| С Е Р П Е Н Ь   | 2        | Форсаж: Гоббс та Шоу                    | США                                    | Режисер: Девід Літч; Продюсер: Двейн Джонсон, Хірам Гарсіа, Дені Гарсіа, Джейсон Стейтем; Сценарій: Кріс Морган, Дрю Пірс; Актори: Двейн Джонсон, Джейсон Стейтем, Ідріс Ельба, Ванесса Кірбі, Гелен Міррен, Роман Рейнс, Ейса Гонсалес | екшн, бойовик                         | Universal Studios                   |         |
| С Е Р П Е Н Ь   | 2        | Розплата                                | США                                    | Режисер: Шон Ку; Сценарій: Джон Стюарт Ньюман; Актори: Ніколас Кейдж, Бенджамін Братт, Ян Трейсі | трилер, бойовик                       | RLJE Films                          |         |
| С Е Р П Е Н Ь   | 8        | Страшні історії для розповіді у темряві | США                                    | Режисер: Андре Овредал; Продюсер: Гільєрмо дель Торо, Шон Деніел, Джейсон Ф. Браун, Дж. Майлз Дейл, Елізабет Грейв; Сценарій: Ден Гейгмен, Кевін Гейгмен, Гільєрмо дель Торо, Патрік Мелтон, Маркус Данстан; Актори: Зої Коллетті, Майкл Гарза, Габріель Раш, Остін Абрамс, Дін Норріс, Джил Беллоус, Лоррейн Туссен                                                | фільм жахів                           | MMD UA                              |         |
| С Е Р П Е Н Ь   | 29       | Шлюбна історія                          | США                                    | Режисер: Ной Баумбах; Продюсер: Девід Гейман, Ной Баумбах; Сценарій: Ной Баумбах; Актори: Скарлетт Йоганссон, Адам Драйвер, Лора Дерн, Алан Алда, Рей Ліотта | драмедія                              | Netflix                             |         |
| С Е Р П Е Н Ь   | 29       | До зірок                                | США                                    | Режисер: Джеймс Грей; Продюсер: Деде Гарднер, Бред Пітт, Джеремі Кляйнер, Ентоні Катагас; Сценарій: Ітан Гросс, Джеймс Грей; Актори: Бред Пітт, Рут Негга, Джеймі Кеннеді, Дональд Сазерленд, Томмі Лі Джонс, Ґреґ Брик | наукова фантастика, драма             | UFD                                 |         |
| С Е Р П Е Н Ь   | 30       | Аеронавти                               | США                                    | Режисер: Том Гарпер; Продюсер: Том Гарпер, Тодд Ліберман, Девід Гоберман; Сценарій: Джек Торн; Актори: Фелісіті Джонс, Едді Редмейн, Фібі Фокс, Хімеш Патель, Венсан Перес | біографічний фільм, драма, пригоди    | Вольга Україна                      |         |
| В Е Р Е С Е Н Ь | 2        | Король                                  | Велика Британія · Угорщина · Австралія | Режисер: Девід Мішед; Сценарій: Девід Мішед, Джоел Еджертон; Продюсери: Бред Пітт, Джоел Еджертон, Деде Гарднер, Джеремі Кляйнер, Ліз Ваттс, Девід Мішо; Актори: Тімоті Шаламе, Джоел Еджертон, Роберт Паттінсон, Шон Гарріс, Стівен Елдер, Бен Мендельсон, Дін-Чарльз Чепмен, Лілі-Роуз Депп, Томасін Мак-Кензі, Тібо де Монталамбер, Едвард Ешлі, Том Ґлінн-Карні | драма, історичний фільм               | Netflix                             |         |
| В Е Р Е С Е Н Ь | 5        | Воно: Частина друга                     | США                                    | Режисер: Андрес Мускетті; Сценарій: Гері Доберман, Джеффрі Юргенсен; Продюсери: Барбара Мускетті, Ден Лін, Рой Лі, Сет Ґрем-Сміт, Девід Катценберґ; Актори: Джеймс Мак-Евой, Джессіка Честейн, Джей Райан, Білл Гейдер | жахи, фентезі                         | Kinomania                           | [ C 5 ] |
| В Е Р Е С Е Н Ь | 7        | Ножі наголо                             | США                                    | Режисер: Раян Джонсон; Сценарій: Раян Джонсон; Продюсери: Рем Бергман, Раян Джонсон; Актори: Деніел Крейг, Ана де Армас, Кріс Еванс, Джеймі Лі Кертіс, Дон Джонсон, Тоні Коллетт, Майкл Шеннон, Лейкіт Стенфілд | детектив, комедія                     | UFD                                 |         |
| В Е Р Е С Е Н Ь | 11       | Правдива історія банди Келлі            | Велика Британія · Австралія            | Режисер: Джастін Курзель; Сценарій: Шон Грант; Продюсери: Ліз Ваттс, Гал Фогель, Джастін Курзель, Пол Ранфорд; Актори: Джордж МакКей, Ессі Девіс, Ніколас Голт, Томасін Мак-Кензі, Шон Кінан, Чарлі Ганнем, Рассел Кроу | біографічний фільм, драма             | Вольга Україна                      |         |
| В Е Р Е С Е Н Ь | 12       | Таємниця печатки дракона                | Росія · КНР                            | Режисер: Олега Степченко; Сценарій: Олексій Петрухин, Олег Степченко, Дмитро Пальцев; Продюсери: Олексій Петрухин, Сергій Сельянов, Гліб Фетисов; Актори: Джейсон Флемінг, Рутгер Хауер, Павло Воля, Андрій Мерзлікін, Джекі Чан, Арнольд Шварценеггер, Юрій Колокольников, Чарльз Денс                                                                             | фентезі, Пригодницький фільм, бойовик | Universal Studios                   |         |
| В Е Р Е С Е Н Ь | 13       | Абатство Даунтон                        | Велика Британія                        | Режисер: Майкл Енглер; Сценарій: Джуліан Феллоуз; Актори: Г'ю Бонневіль, Лора Кармайкл, Джим Картер, Ракель Кессіді, Брендан Койл, Мішель Докері | історична драма                       | Focus Features                      |         |
| В Е Р Е С Е Н Ь | 19       | Рембо: Остання кров                     | США                                    | Режисер: Адріан Грюнберг; Сценарій: Меттью Сірюльнік, Сільвестер Сталлоне; Актори: Сільвестер Сталлоне, Серхіо Періс-Менчета, Пас Вега, Адріана Барраса, Іветт Монреаль, Оскар Хаенада | бойовик                               | Lionsgate                           |         |
| В Е Р Е С Е Н Ь | 27       | Ірландець                               | США                                    | Режисер: Мартін Скорсезе; Сценарій: Стівен Заіллян; Продюсери: Мартін Скорсезе, Роберт Де Ніро, Джейн Розенталь, Гастон Павлович, Емма Тиллинджер Коскофф; Актори: Роберт Де Ніро, Аль Пачіно, Джо Пеші, Боббі Каннавале, Харві Кейтель, Рей Романо, Анна Паквін, Себастьян Маніскалко                                                                              | драма, біографічний фільм             | Netflix                             |         |

#### Жовтень— Грудень
| Прем'єра        | Прем'єра | Назва                       | Країна                             | Творці й актори | Жанр                                | Дистр.                  | Дж. |
| --------------- | -------- | --------------------------- | ---------------------------------- | --- | ----------------------------------- | ----------------------- | --- |
| Ж О В Т Е Н Ь   | 2        | Акробат                     | Канада                             | Режисер: Родріг Жан Сценарій: Родріге Жан; Продюсер: Максим Бернар;Актори: Себастьян Рікар, Юрій Палау | драма                               | Transmar Films          |     |
| Ж О В Т Е Н Ь   | 3        | Заборонений                 | Україна                            | Режисер: Роман Бровко Сценарій: Сергій Дзюба, Артемій Кірсанов; Актори: Дмитро Ярошенко, Діана Розовлян, Олег Масленніков, Віталій Салій, Євгенія Гладій, Карина Шереверова, Мирослава Філіпович, Денис Роднянський                                                      | біографічна драма, трилер           | UFD                     |     |
| Ж О В Т Е Н Ь   | 3        | Джокер                      | США                                | Режисер: Тодд Філліпс; Продюсер: Тодд Філліпс, Бредлі Купер, Емма Тіллінджер Косков; Сценарій: Тодд Філліпс Скотт Сілвер, Ерік Соммерс; Актори: Хоакін Фенікс, Френсіс Конрой, Роберт де Ніро, Зазі Бітц                                                                 | фентезі, бойовик, кримінал          | Kinomania               |     |
| Ж О В Т Е Н Ь   | 10       | Захар Беркут                | Україна · США                      | Режисер: Ахтем Сеітаблаєв; Сценарій: Ярослав Войцешек, Річард Ронат; Актори: Роберт Патрік, Томмі Фленаган, Андрій Ісаєнко, Олег Волощенко, Поппі Дрейтон, Аліна Коваленко                                                                                               | драма, історичний, екшн             | UFD                     |     |
| Ж О В Т Е Н Ь   | 21       | Доктор Сон                  | США                                | Режисер: Майк Фленаган; Сценарій: Аківа Голдсман, Майк Фленаган; Актори: Еван Мак-Ґреґор, Ребекка Фергюсон, Кайлі Карран, Карл Ламблі | хоррор                              | Warner Bros.            |     |
| Ж О В Т Е Н Ь   | 26       | Клара та чарівний дракон    | Україна                            | Режисер: Олександр Клименко; Сценарій: Олександр Клименко, Сергій Грабар; Актори: Вероніка Лук'яненко, Олександр Погребняк, Сергій Солопай, Дмитро Завадський, Олег Лепенець, Дмитро Гаврилов                                                                            | анімація, пригоди, сімейний         | UFD                     |     |
| Ж О В Т Е Н Ь   | 31       | Термінатор 6                | США                                | Режисер: Тім Міллер; Продюсер: Джеймс Кемерон; Сценарій: Біллі Рей, Девид С. Гойєр, Джош Фрідман, Джастін Роудс; Актори: Арнольд Шварценеггер, Лінда Хемілтон | бойовик, трилер, драма, фантастика  | UFD                     |     |
| Л И С Т О П А Д | 8        | Клаус                       | Іспанія                            | Режисер: Серхіо Паблос; Продюсер: Джінко Готох, Серхіо Паблос, Маріса Роман, Метью Тіван, Мерседес Гамеро, Мікель Лехарса, Густаво Феррада; Сценарій: Серхіо Паблос; Актори: Джейсон Шварцман, Джонатан Сіммонс, Рашида Джонс, Джоан К'юсак, Уілл Сассо, Норм Макдональд | Драма, Комедія, Пригодницький фільм | Netflix                 |     |
| Л И С Т О П А Д | 21       | Крижане серце 2             | США                                | Режисер: Дженніфер Лі; Сценарій: Дженніфер Лі, Еллісон Шредер; Актори: Крістен Белл, Ідіна Мензел, Джонатан Грофф, Джош Ґад, Стерлінг К. Браун | анімація, комедія, пригоди          | B&H                     |     |
| Л И С Т О П А Д | 22       | 21 міст                     | США                                | Режисер: Браян Кірк; Сценарій: Адам Мервіс, Меттью Майкл Карнаган; Продюсери: Брати Руссо, Чедвік Боузман, Майк Ларокка, Гігі Прітцкер, Логан Коулз; Актори: Чедвік Боузман, Сієна Міллер, Джонатан Сіммонс, Тейлор Кітч, Стефан Джеймс                                  | кримінал, драма, трилер             | STXfilms                |     |
| Л И С Т О П А Д | 28       | Гарет Джонс                 | Україна · Польща · Велика Британія | Режисер: Агнешка Голланд; Сценарій: Андреа Сердару-Барбул; Актори: Джеймс Нортон, Ванесса Кірбі, Пітер Сарсгаард, Джозеф Моул, Кеннет Кренем, Яків Ткаченк | історичний трилер, драма            | UFD                     |     |
| Г Р У Д Е Н Ь   | 4        | 1917                        | Велика Британія                    | Режисер: Сем Мендес; Сценарій: Сем Мендес, Крісті Вілсон-Кернс; Актори: Джордж МакКей, Дін-Чарльз Чепмен, Марк Стронг, Ендрю Скотт, Річард Медден, Колін Ферт, Бенедикт Камбербетч, Клер Дюбурк                                                                          | драма, історичний, військовий       | Universal Studios       |     |
| Г Р У Д Е Н Ь   | 5        | Чорний ворон                | Україна                            | Режисер: Тарас Ткаченко; Сценарій: Тарас Антипович; Актори: Тарас Цимбалюк, Павло Москаль, Азізбек Абдурашидов, Андрій Мостренко, Олексій Тритенко, Наталка Сумська, Ксенія Данилова                                                                                     | драма, історичний                   | Kinomania               |     |
| Г Р У Д Е Н Ь   | 7        | Маленькі жінки              | США                                | Режисер: Ґрета Ґервіґ; Сценарій: Ґрета Ґервіґ; Актори: Сірша Ронан, Емма Вотсон, Флоренс П'ю, Еліза Сканлен, Тімоті Шаламе, Лора Дерн, Меріл Стріп, Боб Оденкерк | драма                               | Sony Pictures Releasing |     |
| Г Р У Д Е Н Ь   | 12       | Джуманджі: Наступний рівень | США                                | Режисер: Джейк Касдан; Сценарій: Джейк Касдан, Джефф Пінкнер, Скотт Розенберг; Актори: Двейн Джонсон, Джек Блек, Кевін Гарт, Карен Гіллан, Нік Джонас, Денні ДеВіто, Денні Ґловер, Колін Генкс                                                                           | пригодницький, комедія, фентезі     | B&H                     |     |
| Г Р У Д Е Н Ь   | 19       | Тільки диво                 | Україна                            | Режисер: Олена Каретник Сценарій: Олена Каретник; Актори: Георгій Ярмоленко, Марія Тараненко, Анжеліка Савченко, Євген Нищук | фентезі, пригоди                    | UFD                     |     |

## Померли
| Місяць   | Дата | Ім'я                | Вік | Національність | Спеціальність                      | Відомі фільми |
| -------- | ---- | ------------------- | --- | -------------- | ---------------------------------- | --- |
| Січень   | 4    | Іван Бортник        | 79  | росіянин       | актор                              | Іван та Мар'я • Чужі листи • Старшина Місце зустрічі змінити не можна • Рідна • Дзеркало для героя • Мама не горюй • Мама не горюй 2                                                             |
| Січень   | 24   | Душан Макавеєв      | 86  | серб           | режисер, сценарист                 | Людина не птах • W. R. Таємниці організму • Солодкий фільм • Кокакольник • Маніфест |
| Січень   | 26   | Мішель Легран       | 86  | француз        | композитор                         | Шербурзькі парасольки • Басейн • Повторний шлюб • Три мушкетери • Поліцейські і розбійники • Атлантик-Сіті • Знедолені                                                                           |
| Січень   | 30   | Дік Міллер          | 90  | американець    | актор                              | Крамничка жахів • Капоне • 1941 • Гремліни • Внутрішній космос • Термінатор • Гремліни 2 • Солдатики                                                                                             |
| Січень   | 30   | Едуард Плучик       | 82  | українець      | професія                           | Острів Вовчий • Дума про Ковпака • Від Бугу до Вісли • Ми звинувачуємо • І в звуках пам'ять відгукнеться…                                                                                        |
| Лютий    | 4    | Теймураз Золоєв     | 87  | українець      | режисер, сценарист                 | За твою долю • Блакитний патруль • Де ти був, Одіссею? • Очікування полковника Шалигіна |
| Лютий    | 7    | Альберт Фінні       | 82  | англієць       | актор                              | Том Джонс • Убивство у «Східному експресі» • Ерін Брокович Дванадцять друзів Оушена • Ультиматум Борна • Спадок Борна • 007: Координати «Скайфолл»                                               |
| Лютий    | 8    | Сергій Юрський      | 83  | росіянин       | актор                              | Людина нізвідки • Республіка ШКІД • Золоте теля• Місце зустрічі змінити не можна • Любов і голуби • Кінець Вічності                                                                              |
| Лютий    | 16   | Бруно Ганц          | 77  | швейцарець     | актор                              | Небо над Берліном • Вічність і один день • Бункер • Читець • Міхаель Кольхаас • Дім, який побудував Джек                                                                                         |
| Лютий    | 20   | Чело Алонсо         | 85  | кубинка        | акторка                            | Пірат Морган • Хороший, поганий, злий |
| Лютий    | 21   | Стенлі Донен        | 94  | американець    | режисер, продюсер                  | Звільнення у місто • Ті, що співають під дощем • Арабеска • Маленький принц • У всьому винен Ріо                                                                                                 |
| Березень | 3    | Сергій Романюк      | 65  | українець      | актор                              | Гетьманські клейноди • Страчені світанки • Роксолана • Нескорений • Чорна рада • Богдан-Зиновій Хмельницький • Іван Сила • Владика Андрей • Тарас Шевченко. Заповіт • Молитва за гетьмана Мазепу |
| Березень | 4    | Люк Перрі           | 52  | американець    | актор                              | Беверлі-Гіллз, 90210 • Баффі — винищувачка вампірів • Смертельна Битва: Захисники Імперії • П'ятий елемент • Одного разу в Голлівуді                                                             |
| Березень | 9    | Володимир Етуш      | 96  | росіянин       | актор                              | «Голова» • Кавказька полонянка, або Нові пригоди Шурика • Дванадцять стільців • Іван Васильович змінює професію • Невиправний брехун • Пригоди Буратіно • 31 червня • Три мушкетери              |
| Березень | 14   | Ігор Іванов         | 61  | українець      | кінооператор                       | Прощай, СРСР • Червоний ренесанс • Бомж • Помаранчева зима • Століття Якова • Догори дриґом |
| Березень | 18   | Джон Карл Бюхлер    | 66  | американець    | режисер, сценарист, актор          | Господар підземної в'язниці • Жах підземелля • П'ятниця, 13-те, частина VII: Нова кров • Людське сім'я • Прокляття золотої шахти • Формула раю                                                   |
| Березень | 19   | Марлен Хуцієв       | 93  | грузин         | кінорежисер, сценарист             | Ляна • Весна на Зарічній вулиці • Два Федора • Застава Ілліча • Липневий дощ • Післямова |
| Березень | 20   | Анатолій Адоскін    | 91  | росіянин       | актор                              | Два капітани • Вона вас кохає • Наші сусіди • Дівчата • Брати Карамазови • Москва — Кассіопея • Підлітки у Всесвіті • Хвилі Чорного моря                                                         |
| Березень | 26   | Нодар Мгалоблішвілі | 87  | грузин         | актор                              | Кентаври • Огарьова, 6 • Формула кохання • Іванко і цар Поганин • Капітан «Пілігрима» • Катала • Сьома каблучка чаклунки                                                                         |
| Березень | 29   | Аньєс Варда         | 90  | француженка    | режисерка, сценаристка, продюсерка | Клео від 5 до 7 • Щастя • Одна співає інша ні • Без даху, поза законом • Узбережжя Аньєс • Обличчя, села                                                                                         |
| Квітень  | 3    | Олексій Булдаков    | 68  | росіянин       | актор                              | Небувальщина • Семен Дежньов • В лісах під Ковелем • Моонзунд • Особливості національного полювання • Особливості національної риболовлі • Особливості національного полювання в зимовий період  |
| Квітень  | 4    | Георгій Данелія     | 88  | грузин         | режисер, сценарист                 | Я крокую по Москві • Тридцять три • Не журись! • Афоня • Міміно • Осінній марафон • Кін-дза-дза! • Паспорт                                                                                       |
| Квітень  | 9    | Петро Бенюк         | 73  | українець      | актор                              | Таємниці святого Юра • Камінна душа • Гори димлять • Голод-33 • Кому вгору, кому вниз • Тарас Шевченко. Заповіт • Вперед, за скарбами гетьмана! • Judenkreis, або Вічне колесо                   |
| Квітень  | 14   | Бібі Андерссон      | 83  | шведка         | акторка                            | Усмішки літньої ночі • Сьома печатка • Сунична галявина • Біля витоків життя • Персона • Сцени з подружнього життя • Бенкет Бабетти                                                              |
| Квітень  | 26   | Еліна Бистрицька    | 91  | росіянка       | акторка                            | Тарас Шевченко • ««Богатир» йде в Марто» • Тихий Дон • Добровольці • Усе залишається людям • Повернення Мухтара                                                                                  |
| Червень  | 15   | Франко Дзефіреллі   | 96  | італієць       | режисер, сценарист                 | Приборкання норовливої • Ромео і Джульєтта • Отелло • Гамлет • Джейн Ейр • Чай з Муссоліні |

- 29 січня — Улдіс Лієлдіджс, радянський і латвійський актор.
- 31 січня — Березуцька Валентина Федорівна, радянська і російська акторка театру і кіно.
- 4 лютого — Овчинников В'ячеслав Олександрович, радянський і російський композитор, диригент.
- 9 травня — Меліков Аріф Джангір-огли, азербайджанський композитор
- 13 травня — Доріс Дей, американська акторка й співачка.
- 14 червня — Чередніченко Надія Іларіонівна, радянська і російська акторка театру та кіно.
- 23 червня — Харитонов  Андрій Ігорович, популярний радянський і російський актор театру та кіно, режисер, сценарист.
- 10 липня — Валентіна Кортезе, італійська акторка.
- 20 серпня — Назарова Олександра Іванівна, радянська і російська акторка театру і кіно.
- 3 вересня — Славіна Зінаїда Анатоліївна, радянська і російська акторка театру і кіно.
- 14 вересня — Козлов Яків Семенович, радянський, український актор театру і кіно, режисер, драматург.
- 2 жовтня — Канчелі Гія Олександрович, радянський і грузинський композитор, автор симфонічної музики, музики для театру й кіно (зокрема українського).
- 30 жовтня — Невідничий Микола Юхимович, артист української естради та кіно, гуморист.
- 23 грудня — Дорошенко Віталій Аврамович, український актор кіно та дубляжу.
- 25 грудня — Демерташ Віктор Костянтинович, радянський та український актор.
- 26 грудня — Сью Лайон, американська акторка кіно та телебачення.
- 29 грудня — Ремігіюс Сабуліс, радянський і литовський актор театру і кіно, сценарист, режисер.

### Kinomania
1. ↑  ШАЗАМ! SHAZAM!. kinomania.com.ua (укр.). Архів оригіналу за 25 червня 2018. Процитовано 31 січня 2019.
2. ↑  «Хеллбой». kinomania.com.ua. Архів оригіналу за 31.12.2018. Процитовано 31.12.2018.
3. ↑  ПОКЕМОН ДЕТЕКТИВ ПІКАЧУ POKEMON DETECTIVE PIKACHU. kinomania.com.ua (укр.). Архів оригіналу за 1 лютого 2019. Процитовано 31 січня 2019.
4. ↑  ҐОДЗІЛЛА II КОРОЛЬ МОНСТРІВ GODZILLA: KING OF THE MONSTERS. kinomania.com.ua (укр.). Архів оригіналу за 23 липня 2018. Процитовано 31 січня 2019.
5. ↑  ВОНО 2 IT: CHAPTER TWO. kinomania.com.ua (укр.). Архів оригіналу за 1 лютого 2019. Процитовано 31 січня 2019.